# Rio São Domingos (afluente do rio Guandu)
O rio São Domingos é um curso de água do estado do Espírito Santo, Região Sudeste do Brasil. É formado no município de Brejetuba e tem sua foz no rio Guandu entre Afonso Cláudio e Laranja da Terra. Seu curso principal nasce com o nome de rio São Domingos Grande, que se encontra com o rio São Domingos Pequeno.
Trata-se de um dos formadores mais importantes do rio Guandu, que por sua vez é um dos principais afluentes do rio Doce. Portanto, sua bacia hidrográfica, que possui 260 km² de área de drenagem, está inserida na sub-bacia do rio Guandu, que integra a bacia do rio Doce.
O manancial banha a sede de Brejetuba, onde é um dos principais responsáveis pelo abastecimento público de água. Ao mesmo tempo, o curso hídrico é diretamente afetado pelo lançamento de poluentes nesse município e em localidades situadas em suas margens.